# Silva Escura (Maia)
Silva Escura é uma povoação portuguesa do Município da Maia que foi sede da extinta Freguesia de Silva Escura, freguesia que tinha 5,58 km² de área e 2 507 habitantes (2011), e, por isso, uma densidade populacional de 449,3 hab/km².
A Freguesia de Silva Escura foi extinta (agregada) em 2013, no âmbito de uma reforma administrativa nacional, para em conjunto com a Freguesia de Nogueira, formar uma nova freguesia denominada Freguesia de Nogueira e Silva Escura.

## População
| População da freguesia de Silva Escura | População da freguesia de Silva Escura | População da freguesia de Silva Escura | População da freguesia de Silva Escura | População da freguesia de Silva Escura | População da freguesia de Silva Escura | População da freguesia de Silva Escura | População da freguesia de Silva Escura | População da freguesia de Silva Escura | População da freguesia de Silva Escura | População da freguesia de Silva Escura | População da freguesia de Silva Escura | População da freguesia de Silva Escura | População da freguesia de Silva Escura | População da freguesia de Silva Escura |
| -------------------------------------- | -------------------------------------- | -------------------------------------- | -------------------------------------- | -------------------------------------- | -------------------------------------- | -------------------------------------- | -------------------------------------- | -------------------------------------- | -------------------------------------- | -------------------------------------- | -------------------------------------- | -------------------------------------- | -------------------------------------- | -------------------------------------- |
| 1864                                   | 1878                                   | 1890                                   | 1900                                   | 1911                                   | 1920                                   | 1930                                   | 1940                                   | 1950                                   | 1960                                   | 1970                                   | 1981                                   | 1991                                   | 2001                                   | 2011                                   |
| 568                                    | 629                                    | 690                                    | 704                                    | 876                                    | 945                                    | 1 000                                  | 1 149                                  | 1 327                                  | 1 472                                  | 1 306                                  | 1 862                                  | 2 000                                  | 2 113                                  | 2 507                                  |

| Distribuição da População por Grupos Etários | Distribuição da População por Grupos Etários | Distribuição da População por Grupos Etários | Distribuição da População por Grupos Etários | Distribuição da População por Grupos Etários | Distribuição da População por Grupos Etários | Distribuição da População por Grupos Etários | Distribuição da População por Grupos Etários | Distribuição da População por Grupos Etários | Distribuição da População por Grupos Etários |
| -------------------------------------------- | -------------------------------------------- | -------------------------------------------- | -------------------------------------------- | -------------------------------------------- | -------------------------------------------- | -------------------------------------------- | -------------------------------------------- | -------------------------------------------- | -------------------------------------------- |
| Ano                                          | 0-14 Anos                                    | 15-24 Anos                                   | 25-64 Anos                                   | > 65 Anos                                    |                                              | 0-14 Anos                                    | 15-24 Anos                                   | 25-64 Anos                                   | > 65 Anos                                    |
| 2001                                         | 407                                          | 283                                          | 1 174                                        | 249                                          |                                              | 19,3%                                        | 13,4%                                        | 55,6%                                        | 11,8%                                        |
| 2011                                         | 497                                          | 264                                          | 1 412                                        | 334                                          |                                              | 19,8%                                        | 10,5%                                        | 56,3%                                        | 13,3%                                        |

## Património
- Igreja de Silva Escura
- Capela de Santo António

## Lugares
- Cavadinha
- Devesa
- Frejufe
- Friães
- Silva Escura ou (lugar da Igreja)
- Sá
- Taím